# Thallmayer Viktor
Thallmayer Viktor (Pétervárad, 1847. február 7. – Pusztabelecska, 1921. november 11.) gazdasági akadémiai tanár.

## Pályafutása
Középiskolai tanulmányait szülőhelyén és Budapesten folytatta. 1867-ben végzett gépészmérnöki és geodéziai szakon a pesti József Műegyetemen, s 1867–1869-ig ugyanitt, a felsőbb matematika és az ábrázoló mértan tanszéken tanársegéd volt. 1869-ben a műegyetem ösztöndíjával Triesztben a haditengerészet hajóépítészeti tanfolyamát végezte el, s a császári és királyi hajóhad mérnökeként tevékenykedett. 1873-ban nevezték ki a mérnöki tudományok tanárának a Magyaróvári Magyar Királyi Gazdasági Felsőbb Tanintézethez, amelyet a következő évtől – az országban elsőként – akadémiai rangra emeltek Magyaróvári Magyar Királyi Gazdasági Akadémia néven. Thallmayer a gazdasági akadémiához kapcsolódó – szintén az országban első ilyen jellegű létesítmény –, a Gépkísérleti Állomás vezetését is ellátta, emellett magyar és német nyelven tanította az erőműtant, földmértant, gazdasági építészettant és a gazdasági gép- és eszköztant. Magyar, német, angol, olasz és horvát nyelvtudásával a külföldről érkezett szakembereknek bemutatta a helyi eredményeket, illetve a kölcsönös tapasztalatcsere és írásai révén nemzetközi rangra és ismertségre emelte az intézményt. 1876-ban a philadelphiai világkiállításon vett részt, ahol nagy hatással volt rá Amerika gépesítése. Az 1897/1898-as tanév első felében Balás Árpád távozásával miniszteri megbízást kapott a magyaróvári akadémia vezetésére.

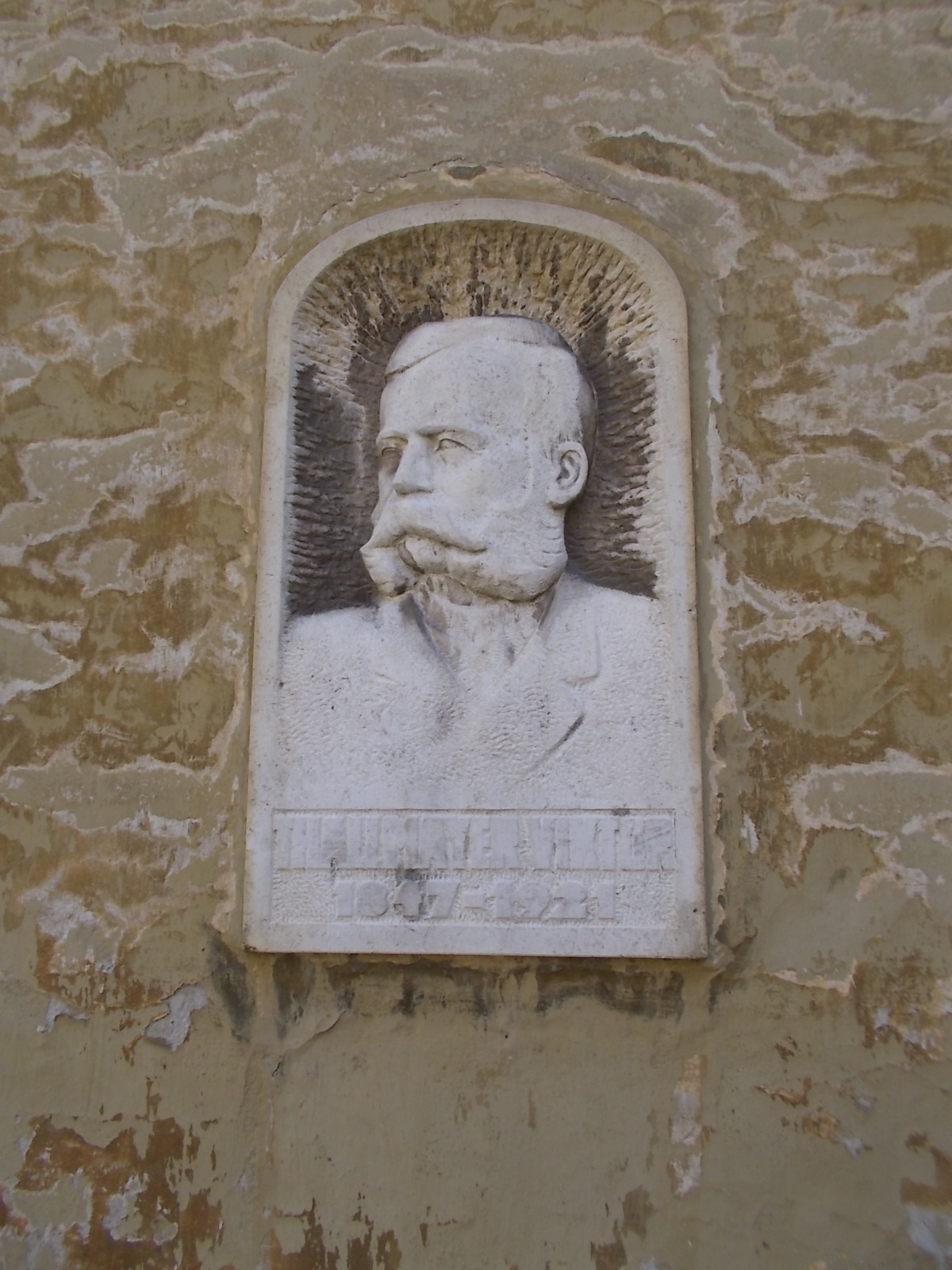
Portrédomborműve a magyaróvári Gazdasági Akadémia relief-panteonjában XIV., Fekete Géza Dezső alkotása, 1971

Thallmayer részletesen foglalkozott az arató- és vetőgépekkel, azok előnyeivel, hibáival, s a gépkísérleti állomáson végzett vizsgálatait számos tanulmányban közölte a szaklapokban. Írt a Földmívelési Érdekeink, a Közgazdasági Értesítő, a Gyakorlati Mezőgazda, a Kísérletügyi Közlemények, a Köztelek, a Mezőgazdasági Mérnök szaklapokba. A Magyaróváron 1883-ban indult Mezőgazdasági Szemle állandó munkatársa volt. A külföldi szakemberek kikérték véleményét, elkérték saját találmányainak leírását, rajzait. Külföldi lapokban is számos írása jelent meg, így a  Polytechnische Journal, a Repetitorium, a Maschinenbauer, az Archiv, az Engineering, a Zeitschrift des österreichischen Ingenieur und Architekten Vereins, a Wiener Landwirtschaftliche Zeitung rendszeresen közölte cikkeit. 1900-ban a Párizsi világkiállításon géptervezéseit aranyéremmel tüntették ki. 
A Moson vármegyei Gazdasági Egylet tiszteletbeli, a magyaróvári Gépkezelő Vizsgáló Bizottság rendes tagja volt.
37 évi tanári és 35 évi gépkísérleti munka után 1908-ban nyugalomba vonult, de továbbra is működött, mint gépgyári szaktanácsadó és szakíró. 1918-ban lányához költözött Pusztabelecskára, 1921. november 11-én itt érte a halál.

## Művei
- Közlemények a magyaróvári m. kir. gazdasági akadémiánál fennálló Eszköz- és Gépkísérleti Állomás köréből. Magyaróvár, 1875. 84. lap
- A görekékről, Magyaróvár, 1884.
- Közlemények a magyaróvári gépkísérleti állomás köréből. Magyaróvár, 1891.
- A sorba vetőgépek. Magyaróvár, 1895.